# Decatur (Georgia)
Decatur ist eine Stadt und zudem der County Seat des DeKalb County im US-Bundesstaat Georgia. Das U.S. Census Bureau hat bei der Volkszählung 2020 eine Einwohnerzahl von 24.928 ermittelt.

## Geographie
Decatur grenzt im Westen direkt an die Großstadt Atlanta und im Osten an die Stadt Avondale Estates innerhalb der Metropolregion Atlanta.

## Geschichte
Decatur wurde 1823 gegründet. Der Stadtname wurde zur Erinnerung an den amerikanischen Nationalhelden, den Marineoffizier Commodore Stephen Decatur junior gewählt.

## Demographische Daten
Laut der Volkszählung von 2010 verteilten sich die damaligen 19.335 Einwohner auf 8.599 bewohnte Haushalte, was einen Schnitt von 2,17 Personen pro Haushalt ergibt. Insgesamt bestehen 9.335 Haushalte.
52,8 % der Haushalte waren Familienhaushalte (bestehend aus verheirateten Paaren mit oder ohne Nachkommen bzw. einem Elternteil mit Nachkomme) mit einer durchschnittlichen Größe von 2,96 Personen. In 29,5 % aller Haushalte lebten Kinder unter 18 Jahren sowie in 21,1 % aller Haushalte Personen mit mindestens 65 Jahren.
25,1 % der Bevölkerung waren jünger als 20 Jahre, 29,0 % waren 20 bis 39 Jahre alt, 29,6 % waren 40 bis 59 Jahre alt und 16,2 % waren mindestens 60 Jahre alt. Das mittlere Alter betrug 38 Jahre. 43,6 % der Bevölkerung waren männlich und 56,4 % weiblich.
73,5 % der Bevölkerung bezeichneten sich als Weiße, 20,2 % als Afroamerikaner, 0,2 % als Indianer und 2,9 % als Asian Americans. 0,6 % gaben die Angehörigkeit zu einer anderen Ethnie und 2,4 % zu mehreren Ethnien an. 3,2 % der Bevölkerung bestand aus Hispanics oder Latinos.
Das durchschnittliche Jahreseinkommen pro Haushalt lag bei 92.263 USD, dabei lebten 15,6 % der Bevölkerung unter der Armutsgrenze.

## Städtepartnerschaften
- Trujillo, Peru

## Sehenswürdigkeiten
22 Bauwerke und Stätten in Decatur sind im National Register of Historic Places eingetragen (Stand 17. Juli 2019), darunter:
| - Blair--Rutland Building - Decatur Cemetery - Decatur Waterworks - Emory Grove Historic District - Neville and Helen Farmer Lustron House - Mary Gay House - Cora Beck Hampton Schoolhouse and House - Agnes Lee Chapter House of the United Daughters of the Confederacy - Old DeKalb County Courthouse | - Pythagoras Lodge No. 41, Free and Accepted Masons - Scottish Rite Hospital for Crippled Children - South Candler Street--Agnes Scott College Historic District - Steele-Cobb House - Swanton House - United States Post Office - University Park--Emory Highlands--Emory Estates Historic District - Winnona Park Historic District |

## Verkehr
Decatur wird von den U.S. Highways 23, 29, 78 und 278 sowie von der Georgia State Route 155 durchquert. Die Stadt ist zudem mit einer Station an das Metronetz der Metropolitan Atlanta Rapid Transit Authority angebunden. Der nächste Flughafen ist der Flughafen Atlanta (rund 20 km südwestlich).

## Bildung
Der Decatur City School District, erstreckt sich über das gesamte Stadtgebiet und unterhält Bildungsstätten von der Vorschule bis zur zwölften Klasse, die aus vier Elementary School, einer vierten und fünften Klasse Akademie, einer Mittelschule und einer Highschool besteht.
Der DeKalb County School District deckt die nicht rechtsfähigen Bereiche ab, dient in DeKalb County rund um Decatur und betreibt das renommierte William Bradley Bryant-Center (WBBC) in einer Personengesellschaft.
Schulen in Decatur:
- Decatur High School
- Carl G. Renfroe Middle School
- The 4/5 Academy at Fifth Avenue
- Glenwood Elementary
- Clairemont Elementary
- Oakhurst Elementary
- Ronald E. McNair Discovery Learning Academy
- Winona Park Elementary[9]

Der Distrikt unterhält 224 Vollzeitlehrer und über 2519 Schüler.

## Kriminalität
Die Kriminalitätsrate lag im Jahr 2018 mit 176 Punkten um das 1,5-fache niedriger als im US-Durchschnitt. Es gab drei Morde, zwei Vergewaltigungen, 19 Raubüberfälle, 17 Körperverletzungen, 61 Einbrüche, 476 Diebstähle, 39 Autodiebstähle und eine Brandstiftung.

## Feste, besondere Ereignisse und Kunst
Decatur hat eine blühende Kunst- und Festivalszene. Die Decatur Arts Alliance veranstaltet jedes Jahr im Mai das Decatur Arts Festival. Außerdem werden öffentliche Kunst in der ganzen Stadt installiert, Galerieräume für lokale Künstler geschaffen, YEA! Produziert, eine Veranstaltung für junge aufstrebende Künstler, und die Kunst- und Kunsterziehung in der gesamten Stadt unterstützt Stadt.
Decatur veranstaltet das jährliche AJC Decatur Book Festival, das als eines der größten unabhängigen Buchfestivals in den USA gilt. Es hat Tausende berühmter Autoren, Signaturen und Reden vorgestellt und 2019 mehr als 85.000 Menschen angezogen.
In Decatur befindet sich Eddie’s Attic, ein Veranstaltungsort für Live-Musik, an dem fast jeden Abend Shows stattfinden.
Decatur ist bekannt für seine häufigen Festivals, zu denen das jährliche Decatur Arts Festival, Summer In The City, Decatur BBQ, das Blues & Bluegrass Festival, das Decatur Book Festival, das Decatur Maker's Faire, das Decatur Craft Beer Festival und das Decatur Wine Festival gehören. Weitere Veranstaltungen während des ganzen Jahres sind Paraden, Konzerte auf dem Platz, Weinkrabbeln, Kunstspaziergänge, Läufe und Rennen.
Zu den öffentlichen Kunstwerken in Decatur gehören Celebration (Künstler: Gary Price), Valentine (Künstler: George Lundeen), Thomas Jefferson (George Lundeen), Commodore Stephen Decatur (Künstler: unbekannt), Roy A. Blount Plaza und Living Walls Murals (verschiedene Künstler).

## Söhne und Töchter der Stadt

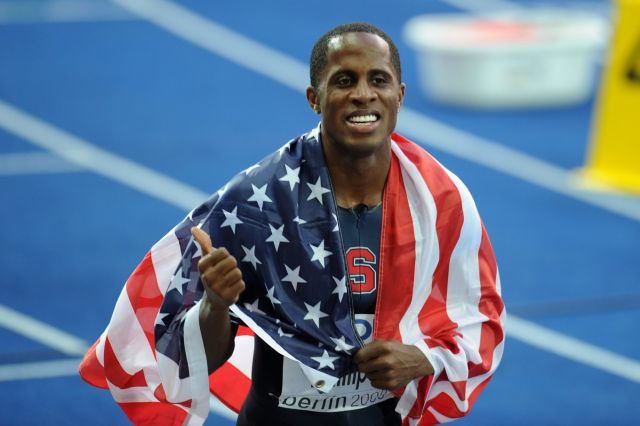
Dwight Phillips

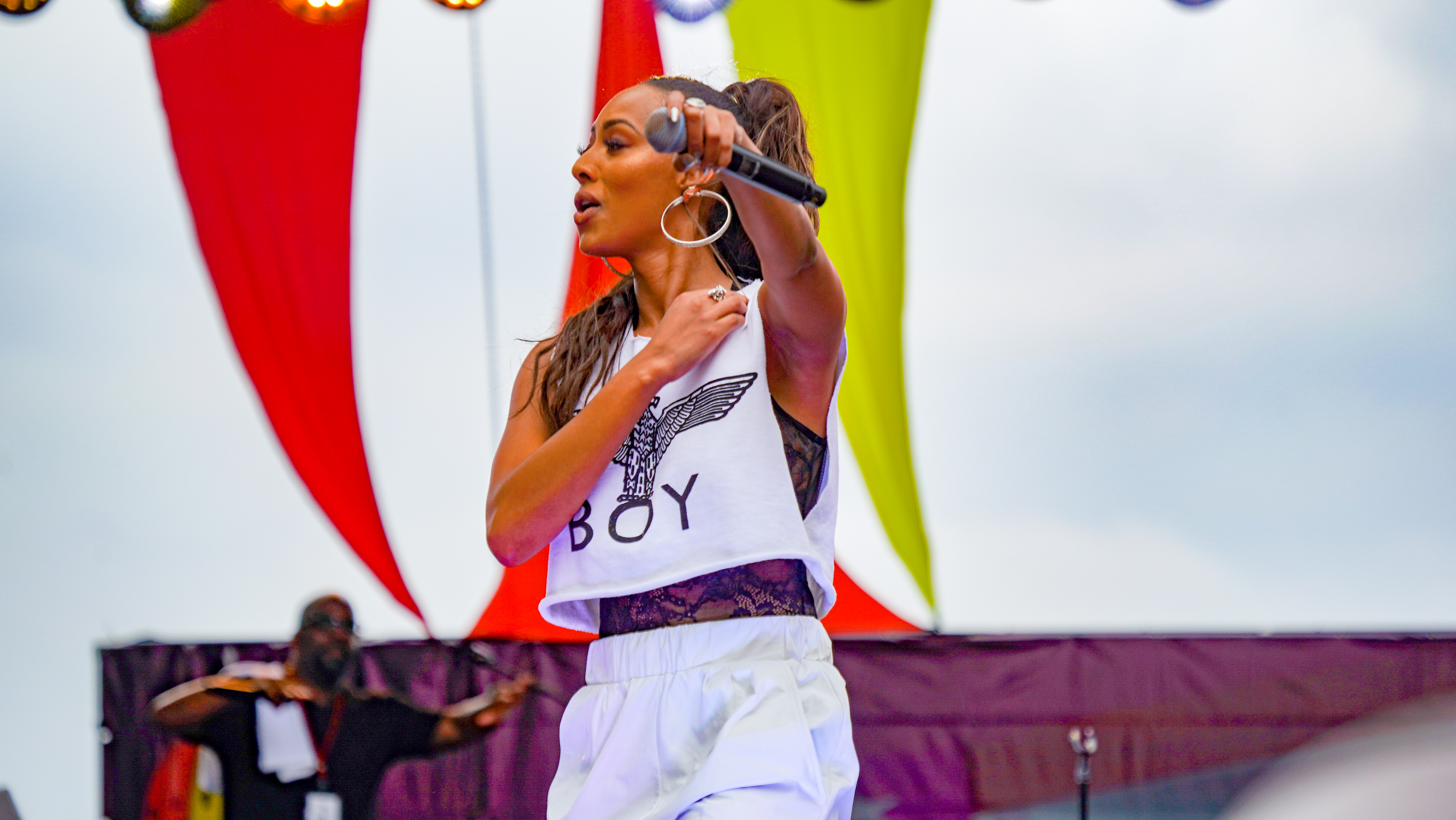
Keri Hilson

- Rebecca Ann Latimer Felton (1835–1930), Politikerin
- Leslie Jasper Steele (1868–1929), Politiker
- Robert Ramspeck (1890–1972), Politiker
- Edward Nelson (1932–2014), Mathematiker
- Pierre Howard (* 1943), Politiker
- Jan Hooks (1957–2014), Schauspielerin[12][13]
- Michael Stipe (* 1960), Sänger
- Amy Ray (* 1964), Musikerin
- Lisa Roberts Gillan (* 1965), Filmschauspielerin und Filmproduzentin
- Gwen Torrence (* 1965), Leichtathletin und Olympiasiegerin
- Gale Harold (* 1969), Schauspieler
- Mark Mowers (* 1974), Eishockeyspieler
- Jason Carter (* 1975), Politiker
- Omar Dorsey (* 1975), Schauspieler
- Dwight Phillips (* 1977), Leichtathlet
- Steven C. Miller (* 1981), Filmregisseur und Filmeditor
- Keri Hilson (* 1982), Sängerin
- Tone Bell (* 1983), Schauspieler
- Da’Norris Searcy (* 1988), American-Football-Spieler
- Joey Rosskopf (* 1989), Straßenradrennfahrer
- Alec Kann (* 1990), Fußballspieler
- Jacquees (* 1994), R&B-Musiker und Rapper
- Harrison Butker (* 1995), American-Football-Spieler
- Rock Ya-Sin (* 1996), American-Football-Spieler
- Ian Garrison (* 1998), Radrennfahrer
- China Anne McClain (* 1998), Schauspielerin und Sängerin

Des Weiteren stammt die Rapper-Gruppe Travis Porter aus Decatur.